# Аристај
Аристај (грч. Ἀρισταῖος) је у грчкој митологији ниже божанство, син Аполона и Кирене. Бог је заштитник пастира, прављења сира, пчеларства, маслинарства, љековитог биља, стабала воћа, лова, сточарства и Етезије. Такође је научио људе да праве сир, као и да користе мреже и замке у лову. Његова жена је Аутоноја, а њихова дјеца Актеон (грч. Ακταίων) и Макрида, Дионисова дадиља.

## Митологија
Када је Аристај одрастао, Музе су га ожениле Аутонојом. Музе су га научиле вјештини лијечења и прорицања и поставиле га да им чува овце око планине Отриде и у долини ријеке Апидан. Аристај је покушао да силује Еуридику, и њу је бјежећи од њега ујела змија.